# Avagnone
L'Avagnone è un torrente che scorre in provincia di Pavia; è un affluente della Trebbia.

## Percorso
Il corso d'acqua nasce dal Passo del Brallo, a circa 951 m s.l.m., nella parte sinistra della val Trebbia pavese e attraversa parte del comune di Brallo di Pregola (PV), sfociando nella Trebbia nei pressi della frazione Pianellette, di fronte a Ponte Organasco di Cerignale (PC).
Lungo il percorso il torrente attraversa due enclavi emiliane, corrispondenti alle due località Lama superiore e Valle inferiore, facenti parte del vicino comune di Corte Brugnatella in provincia di Piacenza, poste all'interno del territorio del comune di Brallo di Pregola. Queste due località costituiscono dei rari esempi di enclavi interregionali.
Verso la confluenza con il fiume Trebbia, nei paraggi del sentiero che conduce al borgo fantasma di Rovaiolo Vecchio, si possono ammirare le cascate di Sant'Ettore, uniche cascate fluviali presenti in tutto il territorio pavese.
Il 14 giugno 2016 la Provincia di Pavia ha concesso alla ditta Brallo Energia S.r.l. l'autorizzazione per la realizzazione di una diga per alimentare una centrale idroelettrica sul corso del torrente.